# Tchernobyl
Cet article concerne la ville de Tchernobyl. Pour la catastrophe nucléaire, voir Catastrophe nucléaire de Tchernobyl.
« Chernobyl » redirige ici. Pour la mini-série, voir Chernobyl (mini-série).
Pour les articles homonymes, voir Tchernobyl (homonymie).
Ne doit pas être confondu avec Ternopil.

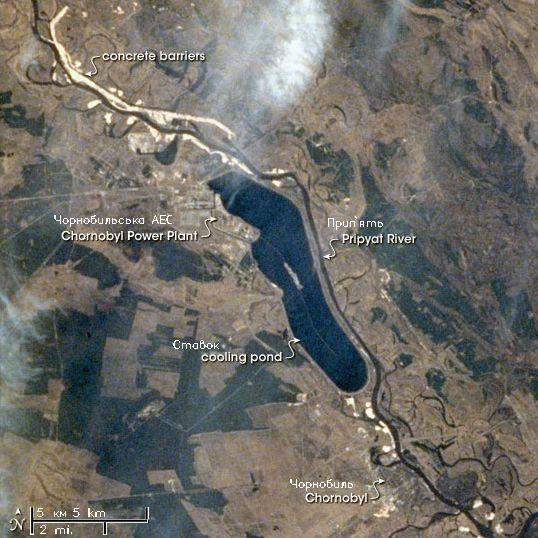
Image satellite de la région de Tchernobyl.

Tchernobyl (/tʃɛʁnɔbil/ ; en russe : Чернобыль), officiellement Tchornobyl (en ukrainien : Чорнобиль ; /t͡ʃɔrˈnɔbɪlʲ/), est une ville de l'oblast de Kiev, en Ukraine.
Elle se trouve à 110 km au nord de Kiev.
La ville de Tchernobyl est connue pour la catastrophe à la centrale nucléaire de Tchernobyl, bien que cette centrale se trouve dans la ville de Pripiat à 18 km au Nord-Ouest de Tchernobyl, qui a eu lieu le 26 avril 1986 à 1 h 23, provoquée par la fusion du réacteur. La catastrophe a propagé dans l'atmosphère l'équivalent radioactif d'environ 500 fois la bombe d'Hiroshima, ou de 0,5 fois une bombe nucléaire actuelle et jusqu’à 4 000 personnes pourraient, à terme, décéder des suites d'une radio‑exposition consécutive à l'accident selon l'Organisation mondiale de la santé (OMS).
Tchernobyl est incluse dans la zone de sécurité qui entoure la centrale et qui décrit un cercle d'un rayon de 30 km, censé être inhabité et où seuls les ouvriers de la centrale peuvent se déplacer. Cependant, certaines personnes sont retournées y vivre. Certains bâtiments ont été décontaminés pour y loger les ouvriers de la centrale nucléaire et d'autres ont été construits selon des règles de sécurité bien spécifiques. La population de Tchernobyl était de 500 habitants environ en 2010 et a augmenté de 125 habitants en cinq ans pour une population totale de 625 habitants en 2015. En 2016, on recense 800 habitants et la population ne cesse de croître. L'autoroute P56 passe par la ville et relie la ville de Ivankiv à la ville de Tchernihiv en passant par la Biélorussie.
En 2019, les tragédies de Tchernobyl sont représentées dans la mini-série télévisée Chernobyl.
Lors de l'invasion de l'Ukraine par la Russie en 2022, la ville est occupée par l'armée russe. Le 31 mars 2022, les forces russes quittent la zone d’exclusion. Les autorités ukrainiennes réaffirment leur contrôle sur la région le 2 avril.

## Toponymie
Le nom de la ville est Tchornobyl (en ukrainien Чорнобиль), Tcharnobyl (en biélorusse Чарнобыль) et Tchernobyl (en russe Чернобыль).
Ce toponyme est d'origine ukrainienne : il signifie « herbe amère » dans cette langue.
L'accident nucléaire s'étant produit durant l'époque soviétique, c'est le nom russe de la ville qui fut utilisé internationalement et reste le plus connu du grand public. Cependant, la ville étant tout de même située en Ukraine, son nom officiel est bel et bien Tchornobyl.

## Histoire

### Origines
Le nom de Tchernobyl apparaît pour la première fois dans une charte de 1193 en tant que chalet de chasse du prince Rurik II de Kiev. La ville, Czarnobyl, passe ensuite sous le contrôle du grand-duché de Lituanie puis de la république des Deux Nations. Des Juifs s'y établissent au XVIIe siècle en faisant un des plus vieux établissements juifs d'Ukraine. Au milieu du XVIIIe siècle, Menahem Nahoum Twerski y fonde la dynastie hassidique de Tchernobyl aujourd'hui principalement établie aux États-Unis. À la fin du XIXe siècle, la population de Tchernobyl se monte à 9 303 habitants dont  5 526 Juifs soit 59,4 % du nombre total d'habitants. Les Juifs y sont victimes de pogroms en octobre 1905 et en mai 1919.

### Tchernobyl sous l'ère soviétique
La république socialiste soviétique d'Ukraine est créée en 1921 et le 30 décembre 1922, l'URSS naît, regroupant la Russie, l'Ukraine, la Biélorussie et la Transcaucasie. Après l'établissement du régime communiste, les Juifs sont encore 3165 (39 % du total) en 1926. La ville est lieu d'affrontement lors de la bataille de Czarnobyl en 1920 pendant la guerre soviéto-polonaise.
En 1932-1933, la ville de Tchernobyl comme tout le reste de l'Ukraine est durement touchée par la famine (l'Holodomor), provoquant de 3 à 7 millions de morts dans tout le pays. La communauté polonaise de Tchernobyl est déportée au Kazakhstan en 1936. Les Juifs ne sont plus que 1 783 en 1939 sur une population totale de 8 470.
La ville est occupée par les Allemands le 25 août 1941 et de nombreux Juifs y sont massacrés le 7 novembre 1941. Quelques Juifs ont pu y revenir après la guerre et malgré l'hostilité ambiante ; on comptait encore 150 familles juives en 1970.
Dans les années 1960, la première centrale nucléaire d'Ukraine voit le jour non loin de Tchernobyl, près de Prypiat, une ville nouvelle en construction entre 1950 et 1970, année de sa fondation. Le 26 avril 1986, le réacteur no 4 de la centrale nucléaire explose, provoquant la plus grande catastrophe nucléaire civile à ce jour. Une zone d'exclusion est mise en place autour de la centrale nucléaire de Tchernobyl à cheval sur les territoires de la Biélorussie et de l'Ukraine, devenues indépendantes en 1991 lors de la dislocation de l'URSS.

### Après l'indépendance de l'Ukraine
La zone d'exclusion de Tchernobyl est une région touristique d'exploration urbaine (ou urbex), attirant soixante douze mille touristes en 2018, reflétant l'impact culturel de l'accident nucléaire (en),,,.
Le 24 février 2022, premier jour de l'invasion de l'Ukraine par la Russie, la ville tombe aux mains des forces russes, ouvrant la voie vers Kiev. Volodymyr Zelensky qualifie cet assaut de "déclaration de guerre à l'Europe". Le 2 avril, dans le cadre du retrait des forces russes de l'oblast de Kiev, l'Ukraine reprend le contrôle de Tchernobyl et de sa région, marqués par une hausse des radiations due à l'occupation militaire, les soldats russes, vraisemblablement irradiés, ayant notamment creusé des tranchées en pleine forêt, espace le plus fortement contaminé, menant à la mort de l'un d'entre eux,,.

## Contamination nucléaire
Depuis la catastrophe, les immeubles récents (années 1970-1980) du centre-ville ont été décontaminés pour permettre le logement des ouvriers de la centrale (environ 5 000). Les maisons particulières de la vieille ville sont laissées à l'abandon. La végétation les recouvre peu à peu et donne une impression de ville fantôme.
La ville de Tchernobyl est encore « habitée » mais d'une manière bien particulière puisque les enfants et les femmes enceintes ou en âge de procréer n'y sont pas autorisés. Officiellement, un millier d'habitants peuplent le no man's land. Officieusement, elle en compte trois ou quatre fois plus.[réf. nécessaire]
La radioactivité qui s'était déposée sous forme de taches a diminué. Mais, en 2011, elle atteint encore par endroits des niveaux dépassant vingt ou trente fois les seuils autorisés[réf. souhaitée]. Le 27 janvier 2011, le président ukrainien Viktor Ianoukovytch (2010-2014) a déclaré[réf. souhaitée] au secrétaire général des Nations unies, Ban Ki-moon, qu'il souhaitait reprendre l'exploitation des terres agricoles contaminées. Cependant, une disparition, ou une réduction du périmètre de la zone interdite a peu de chances d'aboutir tant que l'Agence internationale de l'énergie atomique (AIEA) s'y opposera.
Une recontamination de l'air est notamment possible par les incendies tel que celui d'avril 2015 (environ 400 ha) ou d'avril 2020 qui a touché au moins une centaine d'hectares situés dans la zone d'exclusion entourant la centrale, en engendrant une émission de radioactivité 16 fois supérieur à la normale. À la mi-journée, Greenpeace affirme que l'incendie n'est qu'à « environ 1,5 kilomètre » de l'arche servant à recouvrir le réacteur qui a explosé en avril 1986. D'après Volodymyr Demtchouk, un haut responsable des services d'urgence ukrainiens, « la centrale nucléaire de Tchernobyl, les lieux de stockage de déchets radioactifs et les autres infrastructures cruciales de la zone d’exclusion ne sont pas menacés ».
À la suite de la bataille de Tchernobyl durant l'invasion de l'Ukraine par la Russie, l'armée russe a tenté de consolider sa position en creusant entre autres des tranchées, ce qui, combiné aux passages de camions, aurait augmenté la radioactivité d'un facteur 20 dans la zone. Cela est dû entre autres au retour à la surface d'éléments radioactifs autrefois enterrés.

## Population
Recensements (*) ou estimations de la population :
| 1880   | 1897* | 1923* | 1926* |
| ------ | ----- | ----- | ----- |
| 10 700 | 9 300 | 8 943 | 8 071 |

| 1959* | 1970*  | 1979*  | 1986 |
| ----- | ------ | ------ | ---- |
| 8 221 | 10 136 | 12 458 | 1    |

| 1996 | 2010 | 2016 | - |
| ---- | ---- | ---- | - |
| 50   | 500  | 800  | - |

Selon l'office des statistiques d'Ukraine, la ville est inhabitée depuis la catastrophe du 26 avril 1986.

## Géographie du site
Le site de la catastrophe se situe au nord du plateau ukrainien ; dans cette région (Kiev y compris) la couche supérieure du sol est constituée principalement d'un sable foncé. De vastes forêts de conifères alternent avec de grandes prairies herbeuses. Depuis la catastrophe, de vastes périmètres ont été définis autour du site. Un premier périmètre dont les limites s'étendent à une centaine de kilomètres serait interdit aux habitations mais un nombre non négligeable de personnes y vivent encore.
La zone interdite, qui entoure à trente kilomètres l'ancienne centrale, est gardée par une police armée et aidée de chiens, placée à chaque ancien axe routier ou chemin. La zone est délimitée par une clôture barbelée d'environ 2,2 m de haut, par un fossé, par une autre clôture, et par un glacis d'une vingtaine de mètres de large.
La ville de Tchernobyl faisait à l'origine partie du raïon de Tchernobyl. Du fait de la perte de population liée à la catastrophe nucléaire et à l'établissement de la zone d'exclusion, ce raïon (district) est dissout le 16 novembre 1988 et les villes restantes sont placées dans le raïon d'Ivankiv,

## Personnalité liée à la commune
- Alexandre Chodkiewicz, né le 4 juin 1776 à Tchernobyl, mort le 24 janvier 1838 (à 61 ans) à Mlyniv, général polonais, homme politique, chercheur en technique et chimie, et poète.

## Filmographie
- 2016 : Tchernobyl, un réacteur hors de contrôle, épisode de la série documentaire d'animation Points de Repères diffusé sur Arte.
- 2019 : La mini-série télévisée dramatique historique britannico-américaine : Chernobyl